# Quatre quadrats
Quatre quadrats és un quadre del pintor rus nascut a Kíev Kazimir Malèvitx de 1915. L'obra és un bon exemple de l'estil suprematista, creat per Malèvitx al voltant de l'any 1913.

## Descripció
El quadre és molt fàcil de descriure (igual que passa amb altres quadres suprematistes com Quadrat negre o Cercle negre). Mostra dos quadrats blancs i dos quadrats negres disposats en un patró de tauler d'escacs combinats en una tela també quadrada de 19 centímetres de costat. La peculiaritat d'aquest quadre és que el quadre pot ser estès en qualsevol direcció indefinidament, creant un tauler d'escacs il·limitat.

## Història
El quadre va ser pintat el 1915, i aquell mateix any va ser exhibit, juntament amb una trentena d'altres quadres de Malèvitx, a l'« Última Exposició Futurista de Pintures 0.10 » a la Galeria Dobychina de Sant Petersburg. En aquell mateix any, Malèvitx publicaria el seu manifest Del Cubisme i el Futurisme al Suprematisme. El nou Ralisme en pintura, que donava el tret de sortida al suprematisme. L'any 1929, Quatre quadrats va ser transferit al Saratov Art Museum (també anomenat Radishchev Art Museum), on es troba actualment. L'obra té molta demanda en exhibicions sobre la trajectòria de l'autor.